# Maria-da-praia
Caça-moscas-aquático ou maria-da-praia (Ochthornis littoralis) é uma espécie de ave da família Tyrannidae. É a única espécie do género Ochthornis.
Pode ser encontrada nos seguintes países: Bolívia, Brasil, Colômbia, Equador, Guiana Francesa, Guiana, Peru e Venezuela.
Os seus habitats naturais são: rios.